# Erich Streicher (Politiker)
Erich Streicher (* 1. März 1907 in Nischwitz; † nach 1958) war ein deutscher Schmied und Abgeordneter der Volkskammer der DDR.

## Leben
Nach dem Besuch der Volksschule erlernte er den Beruf eines Schmieds und arbeitete im Beruf. 1925 wurde er Mitglied des Metallarbeiterverbandes. 
Nach dem Krieg wurde er 1946 Mitglied des FDGB und der SED. Er arbeitete als BGL-Vorsitzender in einem Handwerksbetrieb in Mannichswalde, war Gemeindevertreter in Crimmitschau und Abgeordneter des Kreistages Werdau. Von 1954 bis 1958 war er als Mitglied der SED-Fraktion Abgeordneter der Volkskammer.
Am 5. Oktober 1954 war er  Teilnehmer einer Wahlkundgebung in Crimmitschau, auf der sich der Spitzenkandidat zur Volkskammer Karl Schirdewan vorstellte. Die Zeitung des ZK der SED Neues Deutschland vom 6. Oktober 1954 schrieb darüber: Im Namen aller Crimmitschauer Privat- und Handwerksbetriebe übergab der Kollege Erich Streicher dem Genossen Schirdewan den Wählerauftrag, alle Kräfte zur Verwirklichung der Grundforderungen des deutschen Volkes, Schaffung der demokratischen Einheit unseres Vaterlandes, einzusetzen. Die Arbeiter selbst versprachen, alle Anstrengungen zur Verwirklichung des neuen Kurses, insbesondere bei der Produktion von Massenbedarfsgütern, zu machen.